# 籠民
《籠民》是一部於1992年上映的香港社會写实電影，由張之亮執導，喬宏、黃家駒和廖啟智主演。劇情以香港特有的旧式男子公寓籠屋住客为题材，講述繁华国际大都市中被社会遗忘的老弱低下层人士生活。由於劇本涉及大量髒話及不雅對白，加上現場收音使演員間的對白，甚至即興說出的髒話也被一字不漏地收錄，在電影分級制度下為香港三級片。
本片是香港殿堂級搖滾樂隊Beyond主音黃家駒過世前參與的最後一部電影；片中住户於中秋節聚會合唱之歌曲為甄妮主唱、於1989年推出的單曲〈紅唇綠酒〉，原曲為1950年由法國意大利裔作曲家Louiguy作曲的法語歌曲〈Cerisier rose et pommier blanc〉；粵語版本則由林振強填詞，鮑比達編曲。電影獲得第12届香港電影金像獎最佳電影、最佳導演、最佳編劇、最佳男配角（廖啟智），以及第38屆亞太影展最佳影片和最佳攝影。

## 劇情
刻画了租住在男子公寓里的一众中老年男性住户的生活状况，以及他们面对拆迁问题所表现出的各种态度。

## 演員表
- 黃家駒 飾 毛仔
- 李名煬 飾 七十一
- 喬　宏 飾 肥姑（男子公寓業主代理人）
- 谷　峰 飾 陸同
- 廖啟智 飾 太子森
- 胡　楓 飾 林（幫辦）
- 泰迪羅賓 飾 唐三
- 黃自強 飾 妹頭
- 劉　洵 飾 道長
- 劉以達 飾 生哥
- 陳國新 飾 徐議員
- 祖尊尼亞 飾 查理
- 周　驄 飾 周議員
- 陳德森 飾 收樓代表
- 施介強 飾 電視主持
- 鄧　祥 飾 大粒廛
- 黃老邪 飾 道友甲
- 左　西 飾 床後老伯
- 邱禮濤 飾 電視編導
- 金揚樺 飾 消防隊長
- 文　仔 飾 郵差
- 胡天恩 飾 的士司機
- 西瓜刨 飾 老伯甲
- 張志成 飾 電視記者
- 劉艷娥 飾 電視記者
- 霍達華 飾 電視記者
- 張旭燊 飾 警員
- 林國華 飾 警官
- 張之亮 飾 沙展
- 楊青萍 飾 孖
- 王永珠 飾 孖
- 區兆熙 飾 徐助手
- 黃世傑 飾 周助手
- 劉　準 飾 色士風手[5]

## 其他資料
- 票房：HKD $1,767,657
- 級別: III（香港），粗口太多

## 獎項
| 年份 | 頒獎典禮             | 獎項               | 名字                   | 結果 |
| ---- | -------------------- | ------------------ | ---------------------- | ---- |
| 1993 | 第12屆香港電影金像獎 | 最佳電影           |                        | 獲獎 |
| 1993 | 第12屆香港電影金像獎 | 最佳導演           | 張之亮                 | 獲獎 |
| 1993 | 第12屆香港電影金像獎 | 最佳編劇           | 黃仁逵、吳滄洲、張之亮 | 獲獎 |
| 1993 | 第12屆香港電影金像獎 | 最佳男配角         | 廖啟智                 | 獲獎 |
| 1993 | 第12屆香港電影金像獎 | 最佳美術指導       | 黃仁逵、錢耀恆         | 提名 |
| 1993 | 第38屆亞太影展       | 最佳影片           |                        | 獲獎 |
| 1993 | 第38屆亞太影展       | 最佳攝影           | 林國華                 | 獲獎 |
| 1993 | 第1屆上海國際電影節  | 「金爵獎」最佳影片 |                        | 提名 |
| 1993 | 第1屆上海國際電影節  | 評委會特別獎       |                        | 獲獎 |
| 1993 | 第30屆金馬獎         | 最佳劇情片         |                        | 提名 |
| 1993 | 第30屆金馬獎         | 最佳導演           | 張之亮                 | 提名 |

## 外部連結
- 香港影庫上《籠民》的資料（繁體中文）
- 開眼電影網上《籠民》的資料（繁體中文）
- 豆瓣电影上《籠民》的資料 （简体中文）
- 时光网上《籠民》的資料（简体中文）
- AllMovie上《籠民》的资料（英文）
- 爛番茄上《籠民》的資料（英文）
- 互联网电影数据库（IMDb）上《籠民》的资料（英文）